# Ocara

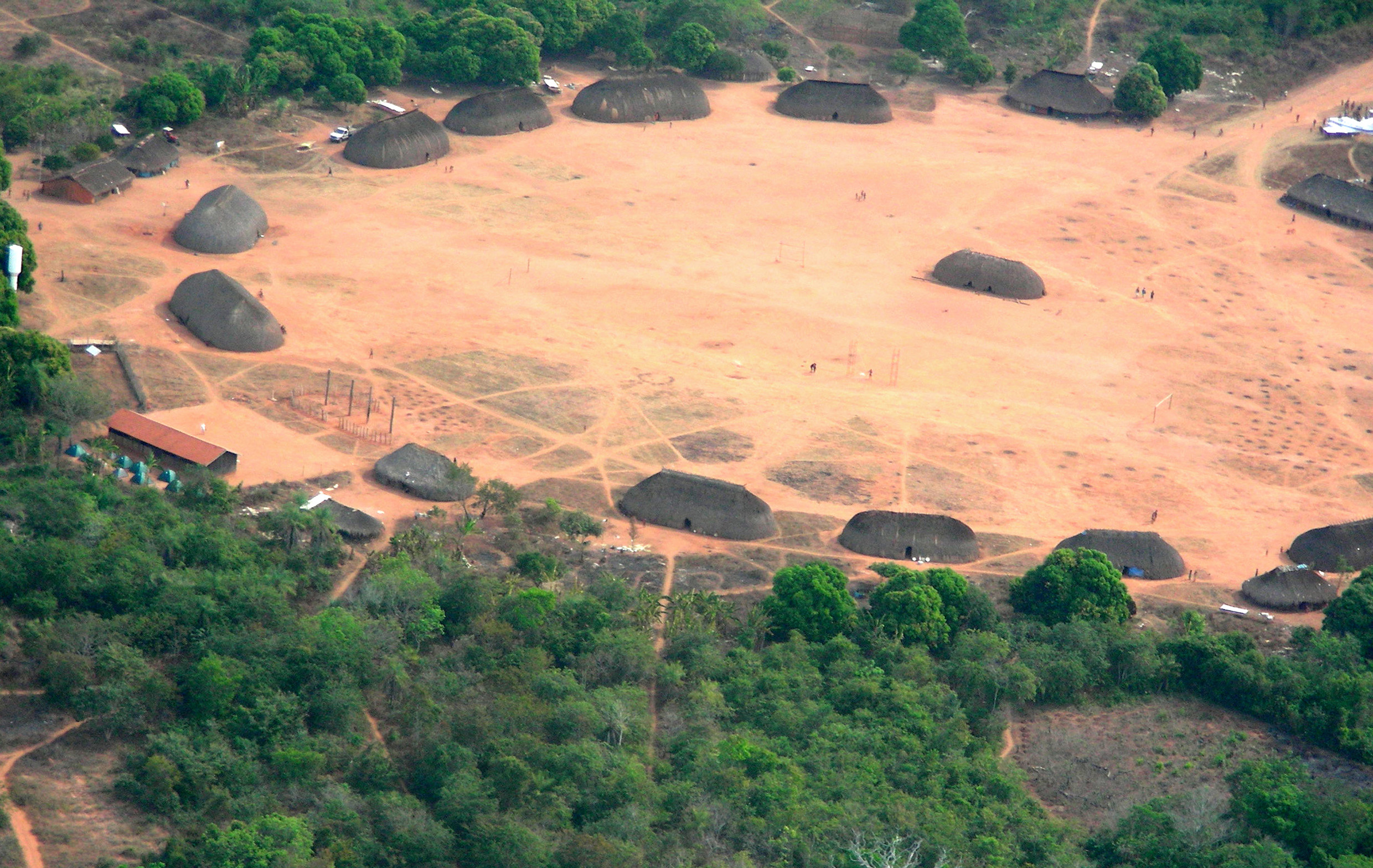
Ocara Ipatse, no Parque Nacional do Xingu.

A ocara é uma espécie de praça localizada na parte central de uma aldeia indígena de algumas tribos brasileiras, considerada um local de grandes celebrações e de onde partem as trilhas que levam às roças, aos campos e aos bosques. Trata-se do local onde se reúnem os conselheiros da tribo e onde as mulheres preparam as bebidas rituais. Dada sua importância, durante o processo de colonização do Brasil, uma das primeiras ações dos jesuítas ao tomarem contato com essas tribos era fincar um “cruzeiro no meio da ocara”.

## Leituras adicionais
- CALDEIRA, Júnia Marques. A Praça Brasileira: trajetória de um espaço urbano, Campinas, 2007.